# Vulcanul de aur
Vulcanul de aur (titlu originar în franceză Le Volcan d'or) este un roman scris de Jules Verne în 1899 și modificat de fiul său, Michel Verne, în 1906. Datorită lui Piero Gondolo della Riva, o versiune nemodificată a apărut în 1989.

## Povestea
"Vulcanul de aur" urmărește doi veri canadieni - Ben Raddle și Summy Skim din Montreal, care moștenesc o proprietate minieră în Klondike. Astfel, ei sunt prinși în goana după aur, întâlnind în periplul lor boli, dezastre, condiții meteorologice extreme și natura umană pervertită de pasiunea pentru aur.
Tema textului:aventura
Mesajul textului:Iubeste aventura dar nu-ti risca viata;
O mărturisire făcută pe patul de moarte de către Jacques Laurier îi trimite pe cei doi în căutarea unui fabulos vulcan plin cu aur situat pe țărmul Oceanului Arctic. Dar natura și firea umană îi pune în fața unor situații limită, cărora cei doi sunt obligați să le facă față.

### Capitolele cărții
| - Capitolul I - Un "unchi din America" - Capitolul II - Summy Skim pornește, împotriva voinței lui, pe calea aventurii - Capitolul III - La drum - Capitolul IV - O vecinătate supărătoare - Capitolul V - La bordul lui Foot Ball - Capitolul VI - Jane Edgerton and Co - Capitolul VII - Muntele Chilkoot - Capitolul VIII - Spre nord - Capitolul IX - Klondike - Capitolul X - Șovăielile unui meridian - Capitolul XI - De la Dawson City la frontieră - Capitolul XII - Începuturile unei prospectoare - Capitolul XIII - Claim-ul 129 - Capitolul XIV - Exploatarea claim-ului - Capitolul XV - Noaptea de 5 spre 6 august | - Capitolul I - O iarnă în Klondike - Capitolul II - Vulcanul de aur - Capitolul III - Summy Skim nu pornește deloc pe drumul spre Montreal - Capitolul IV - Circle City - Capitolul V - O lecție de box - Capitolul VI - Se ajunge la țintă - Capitolul VII - O complicație neprevăzută - Capitolul VIII - Ben Raddle intervine - Capitolul IX - O vânătoare de elani - Capitolul X - Deșertul e mai populat decât s-ar cuveni - Capitolul XI - Înaintea bătăliei - Capitolul XII - Asediați - Capitolul XIII - Scutul lui Patrick - Capitolul XIV - Se provoacă explozia - Capitolul XV - Jane Edgerton, Summy Skim și Ben Raddle nu mai pricep nimic - Capitolul XVI - Ex abysso resurgit - Capitolul XVII - Încheierea socotelilor - Capitolul XVIII - În minunatul Green Valley |

## Circumstanțele scrierii operei
În 1886, data morții lui Pierre-Jules Hetzel, Jules Verne este parțial eliberat de constrângerile legate de natura romanelor sale, care trebuiau să fie științifice sau geografice. El profită de nou dobândita libertate pentru a crea romane originale, satirice sau cu conținut filozofic.
Astfel, când râul Klondike este invadat în 1896 de căutătorii de aur, Jules Verne este atras de acest fenomen cu atât mai mult cu cât propriul său fiu se lansează în prospecțiuni. Dar, așa cum o demonstrează în numeroase romane ale sale, Jules Verne nu poartă în inima sa această pasiune pentru aur, pe care o consideră originea decăderii civilizației. Însă, odată cu moartea sa, Michel devine posesorul manuscriselor sale nepublicate, pe care le modifică după bunul plac înainte de ale încredința editorului. Manuscrisul Vulcanului de aur nu scapă nici el de acest tratament, iar modificările sunt destul de substanțiale după cum s-a văzut odată cu publicarea în 1989 a manuscrisului original, lucru explicabil ținând cont de pasiunea lui Michel pentru îmbogățirea rapidă. 

## Teme abordate în cadrul romanului
- Condamnarea goanei după îmbogățire (temă prezentă și în Goana după meteor, A doua patrie, Naufragiații de pe Jonathan și Uimitoarele peripeții ale jupânului Antifer)

## Lista personajelor
- Summy Skim, franco-canadian, 32 de ani, proprietar de teren, vânător emerit
- Ben Raddle, vărul său, 34 de ani, inginer
- Josias Lacoste, unchiul celor doi, aventurier și prospector, care le lasă moștenire un drept de proprietate în Klondike.
- Snubbin, notar în Montreal, canadian de origine
- Căpitanul Healy, președintele sindicatului anglo-american "Transportation and Trading Co" din Dawson-City.
- Hunter, aventurier cu alură brutală originar din Texas, metis americano-spaniol
- Malone, tovarășul lui Hunter
- Boyen, prospector norvegian originar din Christiana
- Sora Edith, din Congrégation des sœurs de la Miséricorde, de origine franco-canadiană, 32 de ani
- Sora Jane, tovarășa sa, 20 de ani
- Bill Stell, canadian, 50 de ani
- Neluto, membru al personalului lui Bill Stell, pilot, indian din Klondike, fost ghid al vânătorilor de blănuri
- Doctorul Pilcox, anglo-canadian, 40 de ani, medic, chirurg și dentist în Dawson-City.
- William Broll, director adjunct al sindicatului anglo-american "Transportation and Trading Co.".
- Maiorul James Walsh, 50 de ani, comisar general al teritoriului Yukon.
- Lorique, contramaistru în serviciul lui Josias Lacoste, apoi al lui Ben Raddle, franco-canadian, 40 de ani
- Jacques Ledun, prospector francez născut la Nantes. 42 ani, găsit aproape mort de Jane Edgerton căreia îi revelează jumătate din locația "Muntelui de aur". Cealaltă jumatăte o incredințeaza lui Ben Raddle.
- Harry Brown, prospector anglo-canadian asociat cu Jacques Laurier
- Krarak, indian originar din Alaska, 40 de ani, tovarăș cu Hunter și Malone
- Stop, câinele lui Summy Skim.
- Agentul șef din Fort McPherson.

## Traduceri în limba română
- 1976 - Vulcanul de aur, Ed. Ion Creangă, Colecția "Jules Verne", vol. 12, traducere Paula Găzdaru, 304 pag.
- 2004 - Vulcanul de aur, Ed. Regis, 402 pag., ISBN 973-8556-25-2
- 2010 - Vulcanul de aur, Ed. Adevărul, Colecția "Jules Verne", vol. 12, traducere Mariana-Gabriela Anghel, 380 pag., ISBN 978-606-539-149-9